# Ink Master
Ink Master (en español, El maestro del tatuaje) es un programa de televisión y concurso estadounidense de formato reality show, transmitido por Spike TV desde su estreno el 17 de enero de 2012. En él, dieciocho artistas del tatuaje compiten en diferentes desafíos para evaluar su capacidad técnica, habilidad con la tinta y su trato con los clientes, con el objetivo de ganar el título de Ink Master, un premio de 100.000 dólares y un reportaje en la revista Inked.
El programa es conducido por el músico Dave Navarro y los tatuadores Chris Núñez (quien previamente ejerció como participante en el show Miami Ink) y Oliver Peck.

## Formatos mostrados

### Formato básico
Todos los episodios aparte de los finales tienen el siguiente formato, con algunas variaciones menores en la aplicación del formato: 
En primer lugar, hay un desafío rápido que se evaluará con base en qué tan bien un artista conoció a la habilidad de la semana. Algunos retos de desafío rápido implican tatuaje, pero por lo general, los desafíos rápidos no incorporan el acto de tatuajes; pero, en cambio, requerirá una habilidad relacionada (es decir, pintura, corte de pelo, el grabado, la quema, etc). El ganador del desafío rápido gana el derecho de elegir su propio lienzo humano en el desafío de eliminación, y, a partir de la segunda temporada, se emparejan los otros concursantes con sus lienzos humanos. 
Después de que el Desafío rápido se complete viene el Tatuaje de Eliminación, una prueba más de la habilidad de la semana en un lienzo humano, por lo general la incorporación de un estilo prominente de los tatuajes. Una vez que los concursantes están emparejados con sus lienzos, se les da el día para consultar con su asignación. Al día siguiente, cada concursante se le da cuatro a seis horas para completar su diseño. Una vez completado, los participantes se reúnen en un grupo con los jueces y se critican uno a uno. Los concursantes luego son despedidos, con cuatro más tarde que le llamen. Los cuatro típicamente representan un dos arriba y dos abajo para la semana, aunque esta ruptura puede cambiar. Al final de cada episodio, generalmente es declarado un ganador con el mejor tatuaje, y un concursante es eliminado por el peor tatuaje. 

### Formato especial
Para el final de la primera temporada, el reto final fue una maratón de tatuar de hasta 18 horas. La segunda temporada final no compartía este formato, y en cambio consistió en cada uno de los tres finalistas que cumplan con sus respectivas lienzo para cuatro y seis sesiones de una hora para crear una pieza final. Esta última pieza no requirió un género tatuaje específico o ubicación para que el artista del tatuaje. En cambio, los artistas pudieron elegir aquellos aspectos de sí mismos, y la única restricción que se enfrentaban era un límite de tiempo. La tercera temporada final siguió un formato similar al de la segunda temporada final, pero los artistas se les permitió cinco y siete sesiones de una hora para un acumulado 35 horas tatuaje lienzo principal. 

### El jurado y los jueces
Dave Navarro, Chris Núñez y Oliver Peck son los jueces principales de la serie y han aparecido en todos los episodios hasta la fecha. Algunos episodios incorporan un cuarto juez invitado, por lo general un artista del tatuaje bien conocido que tiene conocimiento o presencia en el género del tatuaje elegido como reto la eliminación de la semana (género que aquí se hace referencia a un estilo de los tatuajes como Escuela Nueva, tradicional, japonés, Retrato , Negro y Gris, etc). 
La segunda temporada de jueces fue llevado a un nuevo nivel con la participación de voto público a través de la página web principal de tinta, y también a través de Facebook votación. El voto del público afectado la decisión final de los jueces. Sebastian Murphy fue eliminado de la consideración de los jueces en la final de la segunda temporada, porque él era el concursante cuyo trabajo en los retos de eliminación recibido menos votos por parte del público. 
La tercera temporada trajo a la votación lienzos humanos que utilizan la colaboración de los lienzos humanos para elegir su peor para la eliminación. 
La temporada cuatro introdujo la selección del ganador desafío de eliminación, donde el ganador desafío recoge un artista para la eliminación de su / su perspectiva.
| Dave Navarro | ♦ | ♦ | ♦ | ♦ | ♦ | ♦ | ♦ |
| Chris Núñez  | ♦ | ♦ | ♦ | ♦ | ♦ | ♦ | ♦ |
| Oliver Peck  | ♦ | ♦ | ♦ | ♦ | ♦ | ♦ | ♦ |

## Temporadas
| Temporada | Concursantes | Ganador                   | Segundo lugar          | Tercer lugar                 | Premio | Fechas de emisión                              | Jueces      | Jueces      | Jueces      |
| Temporada | Concursantes | Ganador                   | Segundo lugar          | Tercer lugar                 | Premio | Fechas de emisión                              | 1           | 2           | 3           |
| --------- | ------------ | ------------------------- | ---------------------- | ---------------------------- | --- | ---------------------------------------------- | ----------- | ----------- | ----------- |
| 1         | 10           | Shane O'Neill             | Tommy Helm             | James Vaughn                 | - Título de Ink Master - $100,000 - Entrevista en Inked                                                                                | 17 de enero de 2012 – 6 de marzo de 2012       | Oliver Peck | Oliver Peck | Oliver Peck |
| 2         | 16           | Steve Tefft               | Sarah Miller           | Sebastian Murphy             | - Título de Ink Master - $100,000 - Entrevista en Inked                                                                                | 9 de octubre de 2012 – 18 de diciembre de 2012 | Oliver Peck | Oliver Peck | Oliver Peck |
| 3         | 16           | Joey "Hollywood" Hamilton | Jime Litwalk           | Katherine "Tatu Baby" Flores | - Título de Ink Master - $100,000 - Entrevista en Inked                                                                                | 16 de julio de 2013 – 8 de octubre de 2013     | Oliver Peck | Oliver Peck | Oliver Peck |
| 4         | 17           | Scott Marshall            | Walter "Sausage" Frank | Matti Hixson                 | - Título de Ink Master - $100,000 - Entrevista en Inked                                                                                | 25 de febrero de 2014 – 20 de mayo de 2014     | Oliver Peck | Oliver Peck | Oliver Peck |
| 5         | 16           | Jason Clay Dunn           | Cleen Rock One         | Erik Siud                    | - Título de Ink Master - $100,000 - Entrevista en Inked                                                                                | 2 de octubre de 2014 – 16 de diciembre de 2014 | Oliver Peck | Oliver Peck | Oliver Peck |
| 6         | 18           | Dave Kruseman             | Chris Blinston         | Matt O'Baugh                 | - Título of Ink Master - $100,000 - Entrevista en Inked - 2015 Dodge Challenger                                                        | 23 de junio de 2015 – 13 de octubre de 2015    | Oliver Peck | Oliver Peck | Oliver Peck |
| 7         | 16           | Anthony Michaels          | Cleen Rock One         | Christian Buckingham         | - Título of Ink Master - $100,000 - Entrevista en Inked                                                                                | 1 de marzo de 2016 – 24 de mayo de 2016        | Oliver Peck | Oliver Peck | Oliver Peck |
| 8         | 18           | Ryan Ashley Malarkey      | Gian Karle Cruz        | Kelly Doty                   | - Título of Ink Master - $100,000 - Entrevista en Inked - Dodge Charger - A guest artist spot in either Nunez's or Peck's tattoo shop. | 23 de agosto de 2016 - 6 de diciembre de 2016  | Oliver Peck | Oliver Peck | Oliver Peck |
| 9         |              | Old Town Ink              |                        |                              | - Titulo of Ink Master - Titulo Master Shop - $200,000 - Entrevista en Inked                                                           | 6 de junio de 2017 - 26 de septiembre de 2017  | Oliver Peck | Oliver Peck | Oliver Peck |
| 10        | 18           | Josh Payne                | Juan Salgado           | Roly T Rex                   | - Titulo of Ink Master - $100,000 - Entrevista en Inked                                                                                | 9 de enero de 2018 - 24 de abril de 2018       | Oliver Peck | Oliver Peck | Oliver Peck |
| 11        | 18           | Tony Medellin             | Teej Pole              | Tiffer Right                 | |                                                | Oliver Peck | Oliver Peck | Oliver Peck |
| 12        | 18           | Laura Marie               | Dani Ryan              | Creepy Jason                 | |                                                | Oliver Peck | Oliver Peck | Oliver Peck |

## Controversias
Una controversia surgió con Viacom, Spike TV, Chris Núñez y Oliver Peck cuando fueron nombrados como acusados en una demanda de acoso sexual a un empleado, el medio ambiente de trabajo hostil, y las represalias en contra de un exempleado. El caso está en curso. Navarro no está involucrado en el caso.
En enero de 2020, resurgieron fotografías de Oliver Peck en las que se lo ve haciendo Blackface. El hecho fue controversial en redes sociales, principalmente en Instagram y Twitter donde se lo repudió por dicho acto. Días después, el equipo de Ink Master anunció que Peck había sido desvinculado del programa.

## La muerte de Scott Marshall
El 27 de octubre de 2015 se informó que Scott Marshall, ganador de la temporada 4, había muerto mientras dormía debido a un paro al corazón, dejando atrás a su esposa, Johanna, y sus tres hijos. Tenía 41 años de edad. El 14 de diciembre de 2015, se informó que la causa de la muerte de Marshall fue una sobredosis de heroína. Además de la heroína, también fueron encontrados en su sistema Xanax y Valium.